# Insulinopodobny czynnik wzrostu

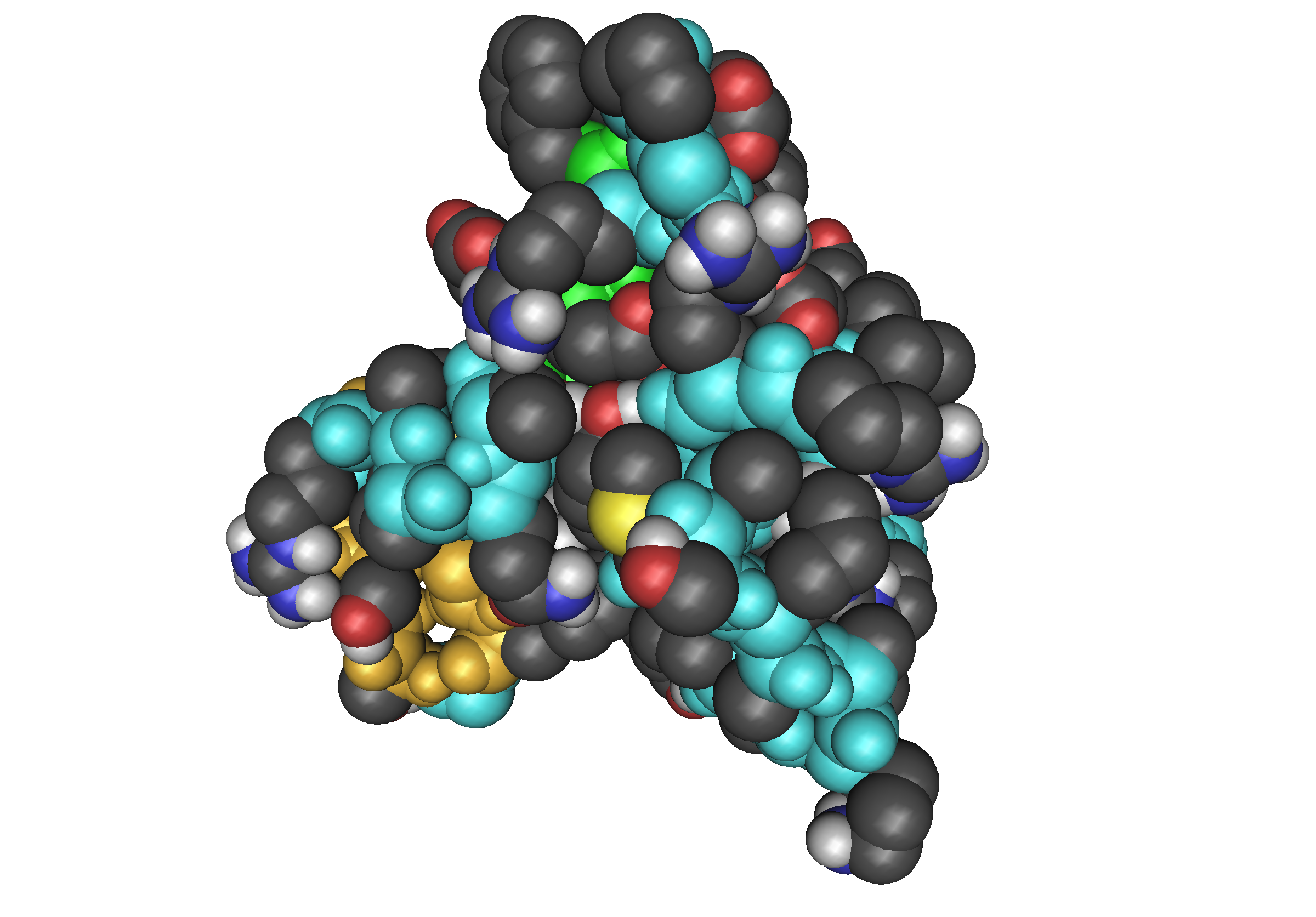
Model insulinopodobnego czynnika wzrostu

Insulinopodobny czynnik wzrostu, IGF (od ang. insulin-like growth factor) – polipeptyd wykazujący duże podobieństwo do insuliny. Występują dwie postacie: IGF-1 (inaczej somatomedyna C) oraz IGF-2.
IGF-1 jest zasadniczym czynnikiem wzrostowym (IGF-2 w znacznie mniejszym stopniu) wydzielanym pod wpływem ludzkiego hormonu wzrostu (hGH). Zawartość hGH i IGF-1 we krwi rośnie wraz ze wzrostem organizmu i zmniejsza w następstwie jego starzenia się. Odróżnienie bezpośredniego działania hGH od działania pośredniego poprzez IGF-1 jest często niemożliwe.

## Przyczyny podwyższonego poziomu IGF-1
- akromegalia
- dieta wysokobiałkowa[1]
- opóźnione dojrzewanie płciowe[2]
- ciąża[3]
- nadczynność tarczycy[3]
- rzadkie guzy (np. rakowiaki) wydzielające IGF-1[4]